# Rifugio Walter Bonatti
Il rifugio Walter Bonatti è un rifugio situato nel comune di Courmayeur, in val Ferret, nelle Alpi Pennine, a 2.025 m s.l.m.

## Storia
Il rifugio è stato inaugurato nel 1998. È dedicato a Walter Bonatti, uno dei più grandi alpinisti di tutti i tempi.

## Caratteristiche e informazioni
È situato nel vallone di Malatra (pron.  Malatrà) di fronte al massiccio del Monte Bianco. Si trova lungo il percorso dell'alta via della Valle d'Aosta n. 1 e del Giro del Monte Bianco.

## Accessi
Dalla località  La Vachey in val Ferret il rifugio è raggiungibile in un'ora di cammino.

## Ascensioni

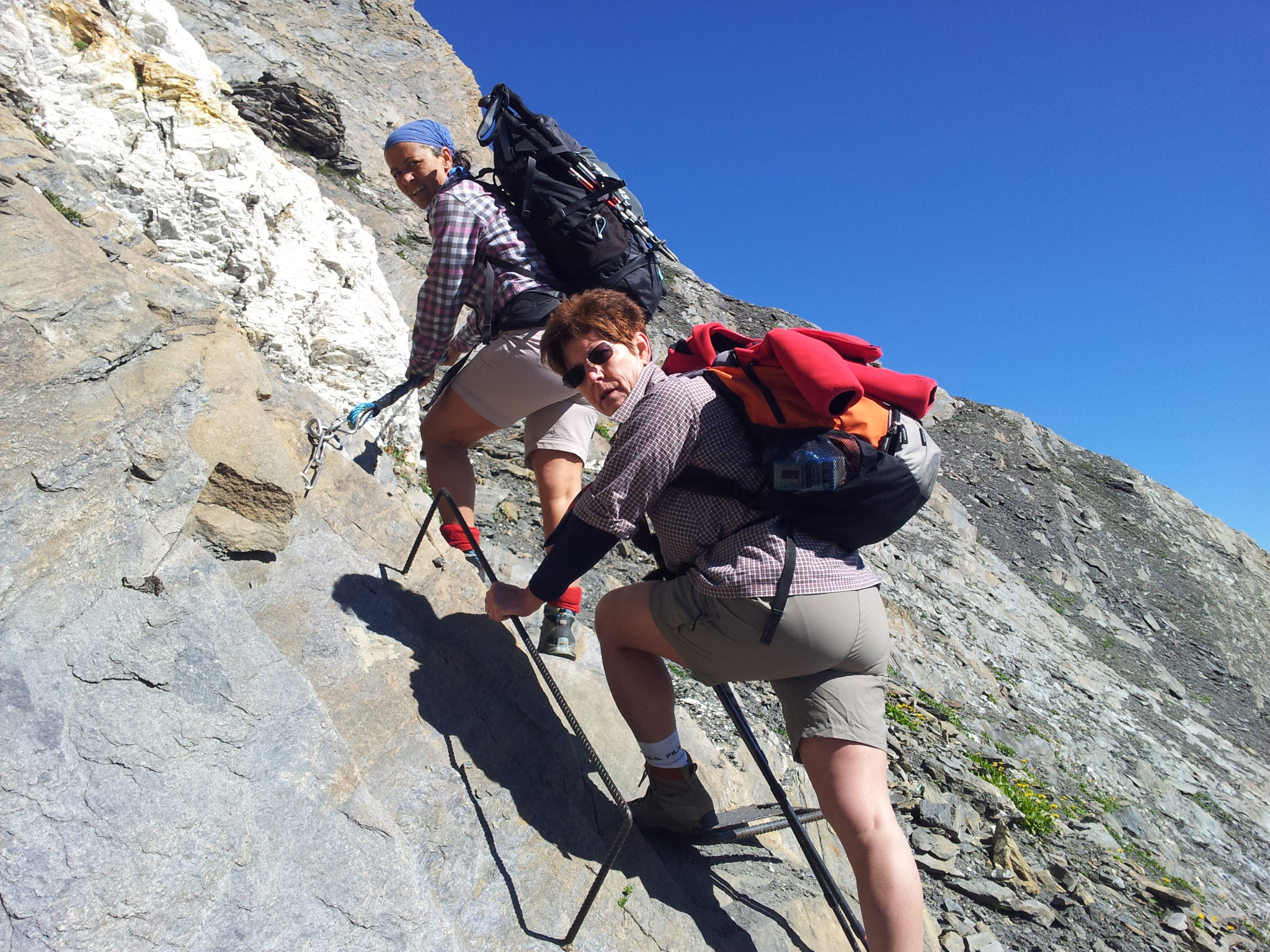
Salendo al col de Malatra

- Col de Malatra - 2.928 m

## Traversate
- Giro del Monte Bianco
- Rifugio Giorgio Bertone - 2.008 m
- Rifugio Elena - 2.062 m